# Scandale artistique
Un scandale artistique est la manifestation d'un rejet ou de controverses suscitées par une œuvre d'art, dans le cadre de sa présentation ou de sa diffusion, quelle que soit son expression (arts visuels, littérature, arts vivants, musiques...). 
Le scandale peut revêtir plusieurs formes, selon le sujet ou le style de l'œuvre controversée mis en cause, voire selon la personnalité de l'artiste, ou selon le contexte politique, religieux, social ou moral où l'œuvre évolue. 
L'histoire de l'art est ponctuée de scandales retentissants, depuis les nudités du Jugement dernier de Michel-Ange jusqu'aux performances de l'art contemporain, en passant par l'exposition de l'Olympia de Manet ou la première représentation du Sacre du Printemps de Stravinsky.

## Histoire
D'une manière générale, l'expression artistique se développe dès ses origines entre représentations sacrées et profanes : de cette opposition, fluctuante, mouvante, naissent des frictions entre le pouvoir politique, les commanditaires, les publics, à partir du moment où l'œuvre, quittant le domaine privé, se voit exposer, se confrontant ainsi au jugement et à l'espace critique.

### XVIesiècle

#### Peinture
Au XVIe siècle, les théologiens de l'image tels que Johannes Molanus mettent en garde contre des abus car l'Église a du mal à contrôler le travail des artistes. La vingt-cinquième session du concile de Trente en 1563 demande que les figurations doivent respecter la décence, si bien que l'interprétation théologique de l'esprit tridentin sera d'exclure d'office la nudité totale : la censure des nudités, qui restera une constante de la piété rigoriste, est à l'origine des repeints de pudeur et du remplacement du subligaculum par le périzonium qui ceint les reins du Christ en croix.
La nature scandaleuse de la Vénus d'Urbin de Titien est liée à son caractère profane. À l'origine, l'œuvre était un nu sans identification à une déesse, situé dans un décor contemporain identifié comme la garde-robe du commanditaire de l'œuvre Girobaldo Della Rovere. Le nom de Vénus fut donné par Vasari afin de minimiser la portée scandaleuse de cette représentation, dans le contexte de ce concile de Trente dont un décret impute aux artistes la responsabilité de toutes dérives dans les représentations artistiques.
En 1536-1541, Le Jugement dernier va susciter l'ire des autorités religieuses, par la profusion de figures nues. L'œuvre, soutenue par les papes Paul III et Jules III malgré ses audaces, manqua de peu d'être effacée sous le pontificat de Paul IV. Après la mort du peintre, en 1564 sur ordre du Concile, les figures furent recouvertes par l'élève de Michel-Ange, Daniele da Volterra. 
Le Repas chez Levi vaudra à son auteur Véronèse une convocation du tribunal de l'Inquisition pour avoir pris des libertés avec ce qui représentait une figuration de la Cène du Christ. L'artiste évita la condamnation, mais sur ordre de l'Inquisition, il devait corriger son œuvre, cependant il se contenta de donner un nouveau titre à sa toile.

### XVIIesiècle

#### Peinture

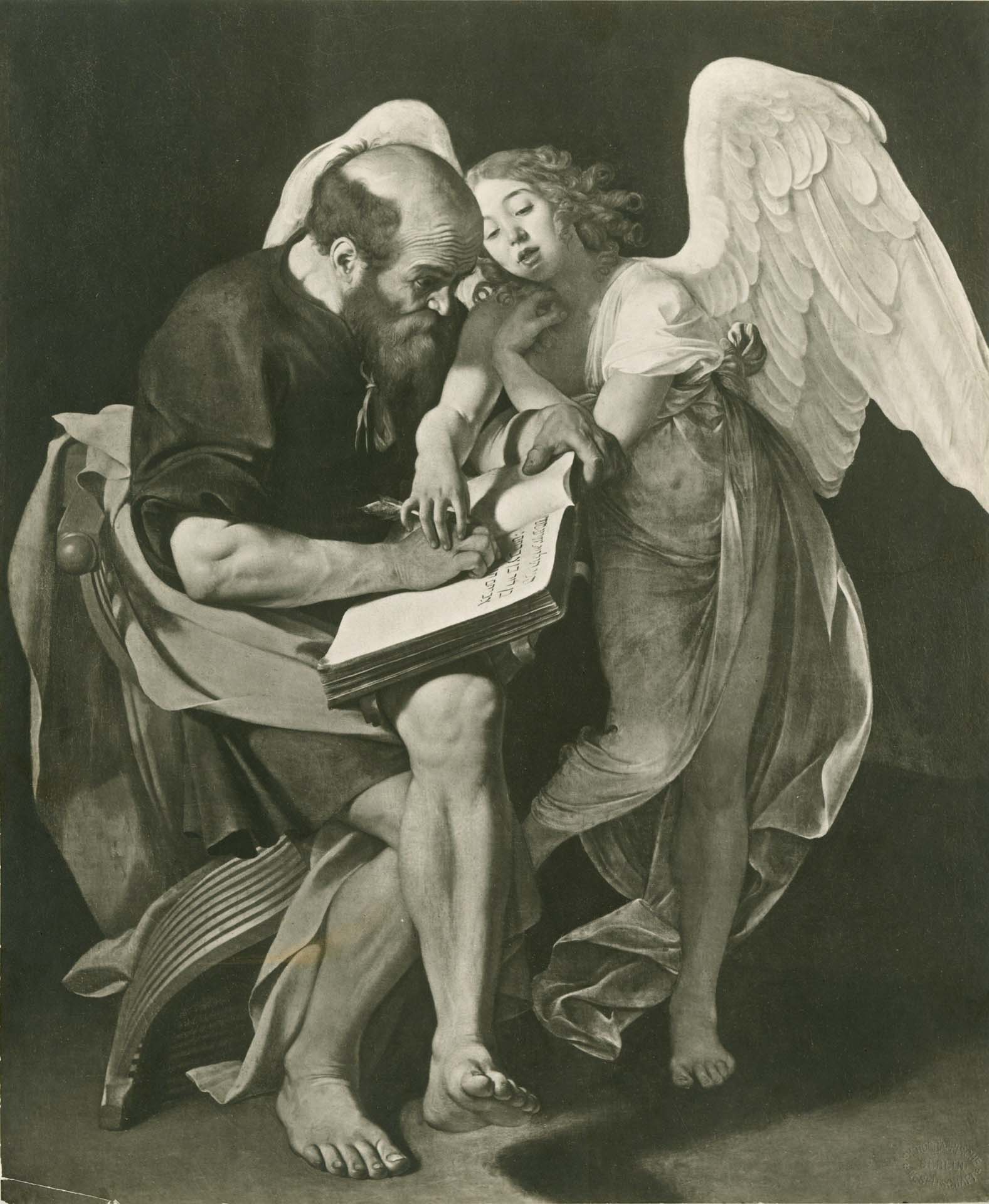
Caravage : Saint Matthieu et l'Ange (1599) fut refusé pour son caractère trivial, le réalisme du saint et l’ambiguïté de l'attitude de l'ange (tableau détruit lors d'un incendie en mai 1945 à Berlin ; ancienne collection de l'actuel musée Bode).

Plusieurs des œuvres du Caravage sont refusées par ses commanditaires, jugées trop vulgaires, voire scandaleuses, comme la première version de Saint Matthieu et l'Ange (1599). Les chanoines de la chapelle Contarelli refusèrent le traitement de la figure du saint, jugée trop triviale et pour la saleté des pieds et des jambes, minutieusement reproduite d’après modèle, et de même l'attitude ambiguë de l'ange à ses côtés. Le tableau fut retiré, et Caravage dut faire une seconde version, plus conforme aux désirs de ses commanditaires. Caravage défraie la chronique, par ses provocations, dans  La Conversion de saint Paul la majorité de la toile est occupée par la croupe du cheval qui piétine le saint. La Mort de la Vierge (1606), destinée à l'église Santa Maria della Scala de Trastevere, fut retirée de l'église, car jugée blasphématoire.
Avec la Ronde de nuit, Rembrandt provoque un scandale, qui eut des répercussions sur la suite de sa carrière. Le portrait de groupe destiné à la compagnie Frans Banning Coq, ne plut pas aux notables d'Amsterdam et commanditaires, notamment par le traitement du groupe, considéré comme désordonné et caricatural. Le tableau fut refusé, et les conséquences du scandale public amenèrent ses clients à se détourner de Rembrandt.

#### Sculpture
En 1652 L'Extase de sainte Thérèse par Le Bernin est très commentée du fait de la dimension sensuelle de cette représentation de la rencontre entre sainte Thérèse d’Avila, renversée sur un nuage, et un ange armé d'une longue flèche.

### XVIIIesiècle

#### Peinture
Au Salon de 1799, Mademoiselle Lange en Danaé d'Anne-Louis Girodet-Trioson est une allégorie satirique qui se moque de Mademoiselle Lange et de son mari. 
En 1799-1800 La Maja desnuda de Francisco de Goya fait scandale, car l'Eglise espagnole interdit tout nu (Inquisition).

#### Sculpture
En 1785 la Psyché abandonnée d'Augustin Pajou fait scandale par le réalisme et le naturalisme du nu, contraire au canons néo-classiques de l'époque. La sculpture est refusée au Salon de 1785 pour indécence.

### XIXesiècle

#### Peinture
En 1819, Le Radeau de La Méduse de Théodore Géricault fait scandale dans le contexte politique de la Restauration. Le tableau est alors vu comme une charge contre le régime de Louis XVIII en faisant référence à l'incompétence du commandant de navire à l'origine du naufrage.
En 1824, le tableau Scènes des massacres de Scio d'Eugène Delacroix suscite de vives réactions du public et des critiques, car son œuvre est en rupture complète avec le néoclassicisme dominant. Delacroix brise les règles classiques de la peinture.
Au Salon de 1850, le tableau monumental Un enterrement à Ornans, de Gustave Courbet est critiqué, beaucoup dénonçant la laideur des personnages et la trivialité de l'ensemble présenté sur un grand format.
En 1857, le tableau Des glaneuses de Jean-François Millet divise les critiques : certains voient dans ces femmes le symbole d'une révolution populaire à venir, d'autres une représentation réaliste d'un peuple rural appauvri.
En 1862, la nudité du personnage de La Perle et la Vague de Paul Baudry est jugée « agaçante » car elle ressemble trop à une vraie mortelle plutôt qu’à une déesse lointaine.
Réalisé en 1862-1863, Le Déjeuner sur l'herbe d'Édouard Manet est présenté au Salon des refusés en 1863, et provoque un scandale autant esthétique que moral.
En 1872, le tableau Impression, soleil levant de Claude Monet focalise les sarcasmes du fait d'une facture audacieuse.
En 1874, Nocturne en noir et or : la fusée qui retombe de James Abbott McNeill Whistler fait scandale : le critique John Ruskin, trouvant la toile beaucoup trop sombre et n’arrivant pas à comprendre ce qu’elle représentait, compara le tableau à un pot de peinture très cher jeté à la figure du public.

#### Sculpture
En 1834, le bas-relief Tuerie d'Auguste Préault fait scandale par le caractère tourmenté de ses figures.
En 1847, le marbre Femme piquée par un serpent d'Auguste Clésinger est l'œuvre la plus commentée du Salon. Il s'agit d'un marbre dont le moulage sur nature fut contesté à l'époque.
Le 25 juillet 1869, La Danse de Jean-Baptiste Carpeaux soulève de vives critiques, certains dénonçant son obscénité. Elle est souillée par de l'encre en août 1869. Elle est finalement installée au musée d'Orsay, et une œuvre copiée réalisée par Paul Belmondo en 1963 est toujours en place à l'opéra Garnier.
La Petite Danseuse de quatorze ans d'Edgar Degas exposée en 1881 fait scandale par son réalisme et sa présentation dans une cage de verre. L'artiste avait accentué le réalisme de la figure en cire en l'habillant avec des effets réels, ainsi qu'en y ajoutant de vrais cheveux. Le malaise suscité par son exposition fut relevé par le critique Joris-Karl Huysmans, pourtant admirateur de Degas. Dans le journal Le Temps le critique Paul Mantz écrivit un article virulent contre cette œuvre : « pourquoi son front est il... comme ses lèvres, marqué d'un caractère si profondément vicieux? ».
De 1891 à 1898, Rodin travaille sur le Monument à Balzac (Rodin), dont l’œuvre en plâtre est présentée au Salon de 1898. Celui-ci est jugé trop novateur et la commande du bronze est annulée.

### XXesiècle

#### Beaux-arts

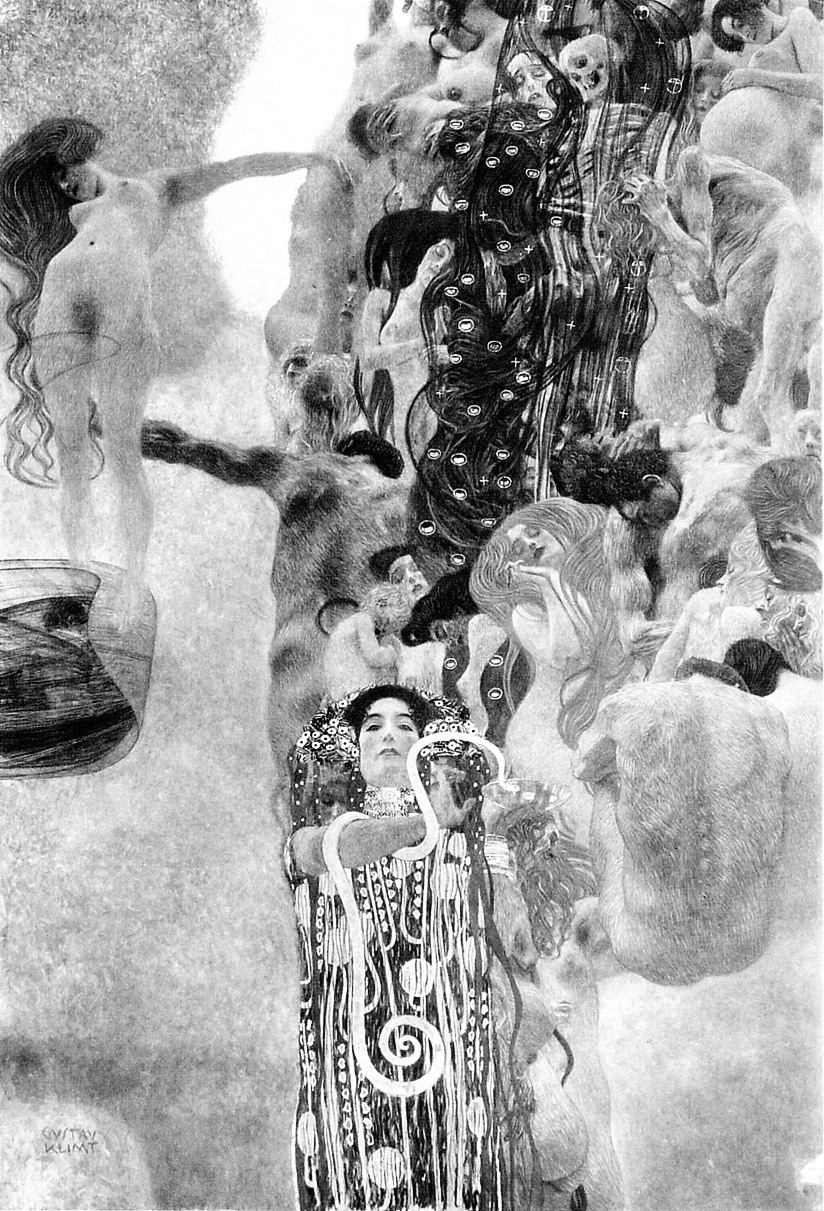
Gustav Klimt, Peintures des Facultés, La Médecine (1901).

En 1900, Gustav Klimt livre la première toile de la trilogie des Peintures des Facultés, il s'agit de l'allégorie de la philosophie. L'œuvre provoque un scandale. Le malaise va croissant l'année suivante, lorsque Klimt livre sa seconde toile, la Médecine. Les corps sont dénudés, les positions lascives. Même les poils pubiens y sont représentés, ils attirent le regard et, dans cette société viennoise au tournant du siècle, cela choque. Le tollé est tel qu'en 1903, les autorités académiques arguant une trop grande disparité de style entre les travaux de Franz Matsch et ceux de Klimt prient ce dernier de rembourser les avances perçues et de reprendre ses toiles.
Le Salon d'automne de 1905 est le décor du premier choc artistique du XXe siècle : 39 tableaux aux couleurs stridentes, signés de Matisse, Camoin, Derain, Manguin, Marquet et Vlaminck (les Fauves) soulèvent des attaques très vives.
En 1915-1916 la sculpture Princesse X de Constantin Brancusi du fait de sa morphologie phallique, est exclue du Salon d'Antin.
En 1918, le Carré blanc sur fond blanc de Malevitch suscite l’indignation des critiques et le rejet parfois violent du public.
En 1927, la statue Oiseau dans l'espace du roumain Constantin Brâncuşi est au centre d'un procès historique «Brancusi contre les Etats-Unis».
En 1934 La Leçon de guitare de Balthus est refusé par le MOMA, car jugé inconvenant, du fait de l'ambiguïté sexuelle de la scène.
En 1944, le tableau Trois études de figures au pied d'une crucifixion, de Francis Bacon, est un tableau qui horrifie tous les visiteurs de sa première exposition.
En 1961 pour Merda d'Artista, Piero Manzoni réalise 90 boîtes sur cette thématique.
En 1986 les colonnes de Buren installées au Palais-Royal déchaînent les passions.
- 1987 Piss Christ de Andres Serrano

- 1991 œuvres provocatrices de Jeff Koons avec sa femme la Cicciolina.

- 1995 et suivantes Body Worlds (plastination d'êtres humains morts), Gunther von Hagens. L'exposition de cadavres (Bodies: The Exhibition) est une exposition itinérante, présentant des cadavres chinois. L'origine des cadavres et le consentement des Chinois dont les corps sont présentés ont posé problème dans plusieurs pays où l'exposition est produite. Il existe d'autres expositions similaires, présentant aussi des cadavres de Chinois. Certaines expositions ont été interdites[38].

- 1999 9e heure par Maurizio Cattelan.

- 1999 Lien filial par Sun Yuan[39], Sun Yuan, artiste chinois, du mouvement cadavres de Pékin.

- 1999 Bébé-Mouette[40] par Xiao Yu, Bébé-Mouette. L'artiste travaille sur les limites entre l'humain et l'animal, aussi sur l'éthique.

#### Cinéma
- Les Amants de Louis Malle, particulièrement aux États-Unis.
- Salò ou les 120 Journées de Sodome de Pier Paolo Pasolini.
- Baise-moi de Virginie Despentes et Coralie Trinh Thi.

#### Photographie
- Les photographies de Robert Mapplethorpe de nus masculins en particulier créent le scandale, parce qu’elles montrent sa sexualité homosexuelle.

### XXIesiècle
- 2000 Wim Delvoye : Cloaca, dite machine à caca.

- 2001 Him, de Maurizio Cattelan ; Hitler priant.

- 2006 Sculpture de la popstar américaine Britney Spears accouchant à genoux sur une peau d'ours, Daniel Edwards

- 2007 Portrait de George W. Bush réalisé avec des collages de journaux pornographiques, par Jonathan Yeo.

- 2008 Jeff Koons au château de Versailles : importante rétrospective dans les pièces et appartements royaux du 10 septembre au 13 décembre 2008 (prolongée jusqu'au 4 janvier 2009). « Le château de Versailles est unique. Nous ne voulons pas que Jeff Koons utilise l’environnement et la beauté de l’art classique du château de Versailles pour vendre son non-art », indiquent les membres du Collectif de défense du patrimoine de Versailles.

- La peau tatouée de Tim Steiner à partir d'une œuvre de l'artiste conceptuel Wim Delvoye a été vendue 150 000 euros en septembre 2008. Ses cochons tatoués s'étaient vendus 100 000 euros.

- 2010 Exposition de 22 sculptures de l’artiste japonais Takashi Murakami dans les Grands Appartements du roi à Versailles.

- L.O.V.E., sculpture de Maurizio Cattelan représentant un doigt d’honneur en marbre haut de 11 mètres face à la Bourse de Milan.

- 2011 Piss Christ, photographie de l'artiste américain Andres Serrano, réalisée en 1987, représentant un crucifix immergé dans l'urine et le sang de l'artiste.

- 2014 La sculpture gonflable The Tree de Paul McCarthy fait scandale lors de son exposition place Vendôme en octobre 2014 lors de la Fiac de Paris. Sa forme évoquant un plug anal pour une taille de 24 mètres choque des riverains et lui vaut d'être vandalisée et l'artiste d'être agressé. Il est obligé de retirer son œuvre avant la fin de son exposition[41],[42]

- 2018 Les pièces de théâtre SLĀV et Kanata de Robert Lepage.
- 2024 La Cérémonie d'ouverture des Jeux olympiques d'été de 2024 provoque un scandale à cause d'un passage avec des drag queens perçu comme une représentation de La Cène de Léonard de Vinci. Cela entraînera de vives réactions à l'international. Plus tard, le directeur artistique Thomas Jolly déclarera avoir plutôt puisé son inspiration dans des représentations de Dionysos, dieu de la fête et de la vigne[43],[44].[pertinence contestée]